# Diplycosia pinifolia
Diplycosia pinifolia är en ljungväxtart som beskrevs av Stapf. Diplycosia pinifolia ingår i släktet Diplycosia och familjen ljungväxter. Inga underarter finns listade i Catalogue of Life.